# خوان ألفونسو فالي
خوان ألفونسو فالي (بالإسبانية: Juan Alfonso Valle)‏ (1905 – تاريخ الوفاة غير معلوم) لاعب كرة قدم بيروفي راحل كان يجيد اللعب في خط الوسط .
لعب طوال مسيرته الرياضية في نادي ليما إيتاليانو . شارك مع منتخب بيرو في بطولة كأس العالم 1930 في الأوروغواي .

## وصلات خارجية
- خوان ألفونسو فالي على موقع الاتحاد الدولي (مؤرشف)  (الإنجليزية)
- خوان ألفونسو فالي على موقع عالم كرة القدم.نت (الإنجليزية)

- هذا السيرة الذاتية